# Puerto Vallarta

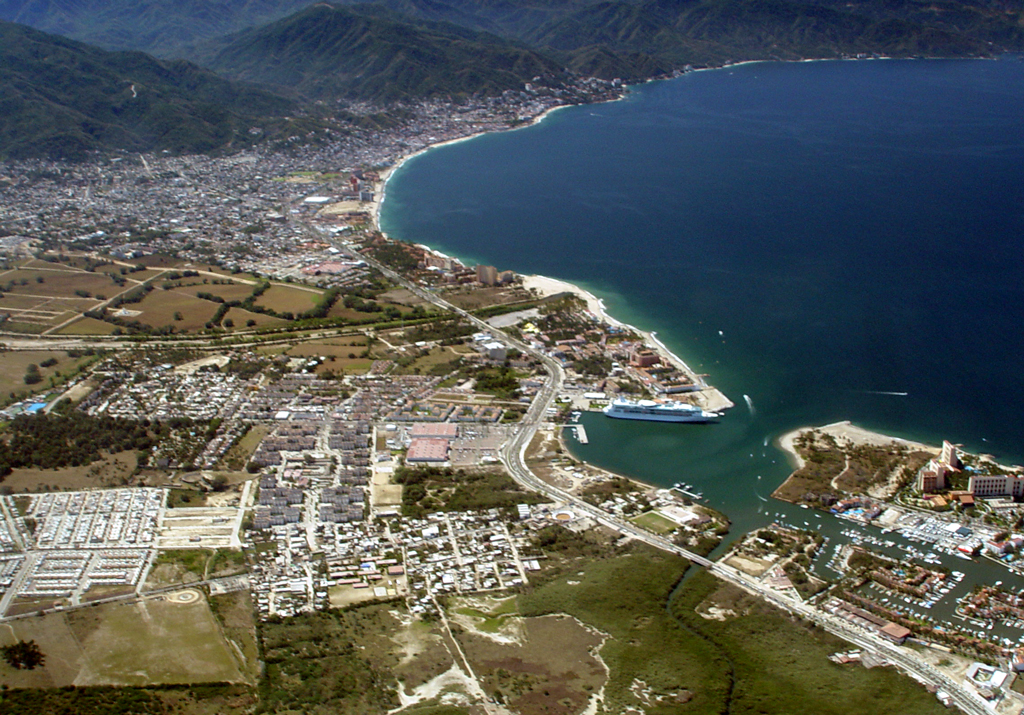
Vista aèria de Puerto Vallarta

Puerto Vallarta és una ciutat localitzada a l'estat de Jalisco, Mèxic, a 20° 62′ Nord i 105° 23′ Oest, a la costa de la Badia de Banderes, de l'oceà Pacífic. És un important centre de turisme i alhora el tercer port comercial més important de Mèxic i la segona ciutat en importància econòmica per a l'estat de Jalisco. El 2003, Puerto Vallarta tenia una població estimada de 200.000 habitants, i el mateix any, 5 milions de turistes van visitar la ciutat.
Les activitats turístiques inclouen llocs per a nadar amb dofins, esports extrems, llocs per a observar balenes i diversos museus. A diferència de Cancun, Puerto Vallarta és una ciutat antiga, i el centre històric conté nombrosos carrers amb arquitectura típica mexicana. El 1999 Puerto Vallarta va ser la sisena destinació turística més visitada del món pels ciutadans nord-americans, d'acord amb l'Associació d'Agències de Viatges dels Estats Units (ASTA).